# Heteropoda maxima
Heteropoda maxima je jeskynní pavouk bez českého jména, jenž systematicky spadá do čeledi maloočkovití (Sparassidae). Popsán byl teprve roku 2001, a to na základě vzorků z Muséum national d'histoire naturelle v Paříži, které pocházely z Laosu v jihovýchodní Asii.

## Popis

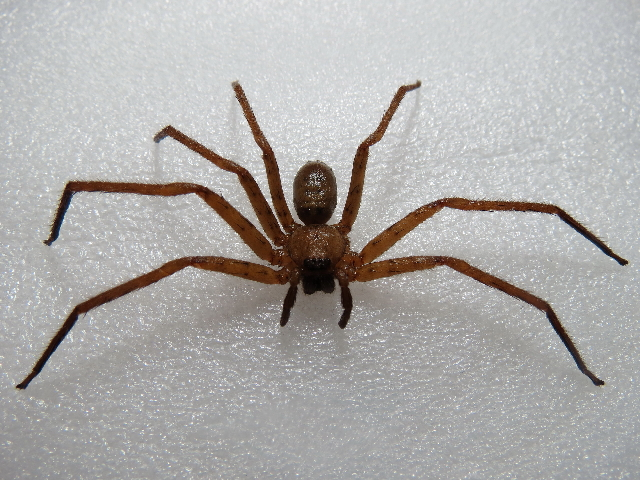
Dospělá samice

Heteropoda maxima mezi ostatními pavouky vyniká svou velikostí, což mu vyneslo i jeho druhové jméno. Samčí holotyp dosahoval délky hlavohrudi 14,6 mm, šířky hlavohrudi 13,8 mm, délky zadečku 12,6 mm a šířky zadečku 7,4 mm. Samičí paratypy dosahovaly ještě větších rozměrů, s délkou hlavohrudi 14,6–19,1 mm, šířkou hlavohrudi 12,9–16,3 mm, délkou zadečku 18–29,3 mm a šířkou zadečku 11,7–22 mm. Rozpětí kráčivých končetin u tohoto pavouka činí až 300 mm. Tím převyšuje nejen ostatní velké maloočky, u nichž činí rozpětí končetin jen asi 127 mm, ale i ostatní známé pavouky. Podle Guinnessovy knihy rekordů drží Heteropoda maxima od roku 2017 rekord největšího pavouka na světě, ovšem nikoli nejtěžšího – v tomto ohledu jej poráží jihoamerický sklípkan největší (Theraphosa blondi).
Rekordní rozměry jsou jedním z charakteristických znaků tohoto druhu, který lze však od ostatních malooček rozlišit také srovnáním pohlavních orgánů. Zvláště samci mají nápadně protáhlé cymbium, tj. lodičkovitý poslední článek makadel, do něhož se v klidu zanořuje bulbus (ten hraje důležitou roli při předávání spermatu samici). Pohlavní dimorfismus ve zbarvení není u těchto pavouků patrný. Hlavohruď vyniká tmavou hřbetní rýžkou neboli foveou, několika nepravidelnými tmavými skvrnami ve své přední části a příčným pruhováním od zadního konce fovey. Zadeček je žlutohnědý, o něco tmavší než hlavohruď, s tmavými znaky v místě připojení svalů. Kráčivé končetiny zdobí kroužkování. Klepítka, spodní pysk (labium) a gnatokoxy (bazální články makadel) jsou tmavě červenohnědé.

## Chování a ekologie
Heteropoda maxima představuje jeskynní druh pavouka, pro což svědčí i několik morfologických charakteristik, včetně dlouhých kráčivých končetin, prodlouženého samčího cymbia a relativně světlého zbarvení. Oči však nejsou redukovány, jak by se u druhu žijícího v temnotě dalo očekávat. Maloočky Heteropoda maxima zřejmě obývají zejména vstupní oblasti jeskyní. Některé později objevené jeskynní maloočky rodu Heteropoda (laoská H. steineri, filipínská H. simoneallmannae) mají oproti H. maxima odvozenější fenotyp, včetně redukce pigmentace a velikosti očí, a vykazují tak užší vazby na jeskynní ekosystémy.
U Heteropoda maxima byl zaznamenán sexuální kanibalismus ze strany samic.